# کانتون سنت گالن
کانتون سنت گالن (Sankt-Gallen) یکی از کانتون‌های سوئیس است.